# Wereldkampioenschappen roeien 1994
De 24e editie van de wereldkampioenschappen roeien werd in 1994 gehouden in Indianapolis, Verenigde Staten.

## Medaillewinnaars

### Mannen
| Bootklasse              | Goud | Goud | Zilver | Zilver | Brons | Brons |
| Skiff M1x               | André Willms |      | Xeno Müller |        | Iztok Čop |       |
| Lichte skiff LM1x       | Peter Haining |      | Niall O'Toole |        | Karsten Nielsen |       |
| Dubbel twee M2x         | Noorwegen Rolf Bent Thorsen Lars Bjoeness                                                                                                 |      | Duitsland Peter Uhrig Christian Handle |        | Frankrijk Yves Lamargue Samuel Barathay |       |
| Twee zonder M2-         | Verenigd Koninkrijk Steve Redgrave Matthew Pinsent                                                                                        |      | Duitsland Thorsten Steppelhoff Peter Hoeltzenbein |        | Australië Robert Walker Richard Wearne |       |
| Twee met M2+            | Kroatië Igor Boraska Tihomir Franković Milan Razov                                                                                        |      | Italië Carmine Abbagnale Gioacchino Cascone Antonio Cirillo                                                                                                  |        | Roemenië Nicolae Spîrcu Ioan Vizitiu Marin Gheorghe |       |
| Lichte dubbel twee LM2x | Italië Francesco Esposito Michelangelo Crispi                                                                                             |      | Nieuw-Zeeland Michael Rodger Robbie Hamill |        | Zwitserland Michael Gier Markus Gier |       |
| Lichte twee zonder LM2- | Italië Leonardo Pettinari Carlo Gaddi |      | Rusland Alexander Ustinow Wladimir Mitjuschew |        | Ierland Neville Maxwell Anthony O'Connor |       |
| Dubbel vier M4x         | Italië Alessandro Corona Rossano Galtarossa Massimo Paradiso Alessio Sartori                                                              |      | Oekraïne Oleksandr Marchenko Leonid Shaposhnikov Mykola Chupryna Oleksandr Zaskalko                                                                          |        | Duitsland Andreas Hajek André Steiner Stephan Volkert Torsten Weishaupt                                                                                         |       |
| Vier zonder M4-         | Italië Riccardo Dei Rossi Raffaello Leonardo Valter Molea Carlo Mornati                                                                   |      | Frankrijk Daniel Fauché Philippe Lot Michel Andrieux Jean-Christophe Rolland                                                                                 |        | Verenigd Koninkrijk Tim Foster Rupert Obholzer Greg Searle Jonny Searle                                                                                         |       |
| Vier met M4+            | Roemenië Valentin Robu Iulică Ruican Viorel Talapan Florian Tudor Marin Gheorghe                                                          |      | Verenigde Staten Bill Cooper Adam Holland Edward Murphy Chris Swan Peter Cipollone                                                                           |        | Nederland Michiel Bartman Jochen Jansen Pim Vos Marc Eecen Kagan Turkcan                                                                                        |       |
| Lichte dubbel vier LM4x | Oostenrijk Gernot Faderbauer Walter Rantasa Christoph Schmölzer Wolfgang Sigl                                                             |      | Italië Enrico Gandola Paolo Pittino Ivano Zasio Massimo Guglielmi                                                                                            |        | Portugal Henrique Baixinho Luis Fonseca José Leitão Luis Ahrens Teixeira                                                                                        |       |
| Lichte vier zonder LM4- | Denemarken Eskild Ebbesen Victor Feddersen Niels Henriksen Thomas Poulsen                                                                 |      | Australië Bruce Hick Gary Lynagh James Seppelt Andrew Stunell                                                                                                |        | Duitsland Stephan Fahrig Oliver Rau Bernhard Stomporowski Martin Weis                                                                                           |       |
| Acht M8+                | Verenigde Staten Jon Brown Sean Hall Fredric Honebein Robert Kaehler Jeffrey Klepacki Jamie Koven John McKibbon Don Smith Steven Segaloff |      | Nederland Kai Compagner Nico Rienks Niels van der Zwan Jaap Krijtenburg Sjors van Iwaarden Niels van Steenis Henk-Jan Zwolle Ronald Florijn Jeroen Duyster   |        | Roemenië Dorin Alupei Vasile Năstase Dragoș Neagu Cornel Nemțoc Valentin Robu Iulică Ruican Viorel Talapan Florian Tudor Marin Gheorghe                         |       |
| Lichte acht LM8+        | Verenigd Koninkrijk Christopher Bates Simon Cox Steve Ellis Toby Hessian Tom Kay Dave Lemon Jim McNiven Carl Smith John Deakin            |      | Denemarken Johnny Bo Andersen Morten Bagger Michael Hjelmer Jeppe Jensen Kollat Michael Jensen Hardy Olesen Bo Vestergaard Thomas Croft Buck Stephen Masters |        | Italië Salvatore Amitrano Enrico Barbaranelli Massimiliano Faraci Pasquale Marigliano Fabrizio Ravasi Andrea Re Roberto Romanini Carmine Somma Gaetano Iannuzzi |       |

### Vrouwen
| Bootklasse              | Goud | Goud | Zilver | Zilver | Brons | Brons |
| Skiff W1x               | Trine Hansen |      | Kathrin Boron |        | Annelies Bredael |       |
| Lichte skiff LW1x       | Constanta Pipota |      | Laurien Vermulst |        | Pia Vogelk |       |
| Dubbel twee W2x         | Nieuw-Zeeland Philippa Baker Brenda Lawson |      | Canada Kathleen Heddle Marnie McBean |        | Duitsland Angela Schuster Jana Thieme |       |
| Twee zonder W2-         | Frankrijk Christine Gossé Hélène Cortin |      | Roemenië Elisabetha Lipa Julia Bobeica |        | Australië Anna Osolins Carmen Klomp |       |
| Lichte dubbel twee LW2x | Canada Wendy Wiebe Colleen Miller |      | China Aifang Zhong Shaoyan Ou |        | Verenigde Staten Teresa Zarzeczny Lindsay Burns                                                                                                |       |
| Dubbel vier W4x         | Duitsland Kerstin Köppen Kristina Mundt Katrin Rutschow Jana Sorgers                                                                          |      | China Cao Mianyin Liu Xirong Zhang Xiuyun Zhao Guifeng |        | Oekraïne Svitlana Maziy Dina Miftakhutdynova Olena Ronzhyna Tetiana Ustiuzhanina                                                               |       |
| Vier zonder W4-         | Nederland Femke Boelen Elien Meijer Rita de Jong Muriel van Schilfgaarde                                                                      |      | Verenigde Staten Catriona Fallon Amy Fuller Anne Kakela Monica Tranel-Michini                                                                                     |        | Australië Alison Davies Kate Slatter Megan Still Victoria Toogood                                                                              |       |
| Lichte vier zonder LW4- | Verenigde Staten Christine Collins Danika Holbrook-Harris Charlotte Hollings Linda Muri                                                       |      | Verenigd Koninkrijk Jane Brownless Annamarie Hall Annamarie Stapleton Tonia Williams                                                                              |        | China Ding Yahong Li Fei Liao Xiaoli Fang Wang                                                                                                 |       |
| Acht W8+                | Duitsland Kathrin Haacker Andrea Klapheck Micaela Schmidt Doreen Martin Dana Pyritz Antje Rehaag Ute Wagner Stefani Werremeier Doreen Schnell |      | Verenigde Staten Jennifer Dore Catriona Fallon Amy Fuller Anne Kakela Laurel Korholz Elizabeth McCagg Katherine Scanlon Lewis Monica Tranel-Michini Yasmin Farooq |        | Roemenië Angela Alupei Iulia Bobeică-Bulie Veronica Cochela Lenuta Doroftei Doina Ignat Elisabeta Lipă Ioana Olteanu Anca Tănase Cristina Ilie |       |

## Medailleklassement
| Plaats | Land                | Goud | Zilver | Brons | Totaal |
| 1      | Italië              | 4    | 2      | 1     | 7      |
| 2      | Duitsland           | 3    | 3      | 3     | 9      |
| 3      | Verenigd Koninkrijk | 3    | 1      | 1     | 5      |
| 4      | Verenigde Staten    | 2    | 3      | 1     | 6      |
| 5      | Roemenië            | 2    | 1      | 3     | 6      |
| 6      | Denemarken          | 2    | 1      | 1     | 4      |
| 7      | Nederland           | 1    | 2      | 1     | 4      |
| 8      | Frankrijk           | 1    | 1      | 1     | 3      |
| 9      | Canada              | 1    | 1      | 0     | 2      |
| 9      | Nieuw-Zeeland       | 1    | 1      | 0     | 2      |
| 11     | Kroatië             | 1    | 0      | 0     | 1      |
| 11     | Noorwegen           | 1    | 0      | 0     | 1      |
| 11     | Oostenrijk          | 1    | 0      | 0     | 1      |
| 14     | China               | 0    | 2      | 1     | 3      |
| 15     | Australië           | 0    | 1      | 3     | 4      |
| 16     | Zwitserland         | 0    | 1      | 2     | 3      |
| 17     | Ierland             | 0    | 1      | 1     | 2      |
| 17     | Oekraïne            | 0    | 1      | 1     | 2      |
| 19     | Rusland             | 0    | 1      | 0     | 1      |
| 20     | België              | 0    | 0      | 1     | 1      |
| 20     | Portugal            | 0    | 0      | 1     | 1      |
| 20     | Slovenië            | 0    | 0      | 1     | 1      |
| Totaal | Totaal              | 23   | 23     | 23    | 69     |

Edities

1962 Luzern · 
1966 Bled · 
1970 St. Catharines · 
1974 Luzern · 
1975 Nottingham · 
1976 Villach · 
1977 Amsterdam · 
1978 Hamilton (alleen zwaar) · 
1978 Kopenhagen (alleen licht) · 
1979 Bled · 
1980 Hazewinkel · 
1981 München · 
1982 Luzern · 
1983 Duisburg · 
1984 Montréal · 
1985 Hazewinkel · 
1986 Nottingham · 
1987 Kopenhagen · 
1988 Milaan · 
1989 Bled · 
1990 Lake Barrington · 
1991 Wenen · 
1992 Montréal · 
1993 Račice · 
1994 Indianapolis · 
1995 Tampere · 
1996 Motherwell · 
1997 Aiguebelette · 
1998 Keulen · 
1999 St. Catharines · 
2000 Zagreb · 
2001 Luzern · 
2002 Sevilla · 
2003 Milaan · 
2004 Banyoles · 
2005 Gifu · 
2006 Eton · 
2007 München · 
2008 Ottensheim · 
2009 Poznań · 
2010 Hamilton · 
2011 Bled · 
2012 Plovdiv · 
2013 Chungju · 
2014 Amsterdam ·
2015 Aiguebelette ·
2016 Rotterdam ·
2017 Sarasota ·
2018 Plovdiv ·
2019 Ottensheim ·
2020 Bled ·
2021 Shanghai ·
2022 Račice ·
2023 Belgrado ·
2024 St. Catharines ·
2025 Shanghai · 
2026 Amsterdam

Onderdelen

Skiff · 
Lichte skiff · 
Dubbel twee · 
Lichte dubbel twee · 
Twee zonder · 
Lichte twee zonder · 
Twee met

Dubbel vier · 
Dubbel vier met · 
Lichte dubbel vier · 
Vier zonder · 
Lichte vier zonder · 
Vier met · 
Acht · 
Lichte acht